# Ḩorrābād-e Soflá
Ḩorrābād-e Soflá (persiska: حر آباد سفلى) är en ort i Iran.   Den ligger i provinsen Lorestan, i den centrala delen av landet, 300 km sydväst om huvudstaden Teheran. Ḩorrābād-e Soflá ligger 1 891 meter över havet och antalet invånare är 184.
Terrängen runt Ḩorrābād-e Soflá är kuperad åt nordost, men åt sydväst är den bergig. Ḩorrābād-e Soflá ligger nere i en dal. Runt Ḩorrābād-e Soflá är det glesbefolkat, med 17 invånare per kvadratkilometer. Närmaste större samhälle är Khāk Beh Tīyeh, 10,9 km norr om Ḩorrābād-e Soflá. Trakten runt Ḩorrābād-e Soflá består i huvudsak av gräsmarker.